# OTI 1992
Il ventunesimo Festival della canzone iberoamericana si tenne a Valencia, in Spagna il 5 dicembre 1992 e fu vinto da Francisco che rappresentava la Spagna.

## Classifica
| Paese                                      | Artista            | Canzone                       | Posizione |
| Spagna                                     | Francisco          | A donde voy sin ti            | 1         |
| Stati Uniti                                | Carlo de la Cima   | No te mueras, América         | 2         |
| Cile                                       | Pablo Herrera      | Te prometo                    | 3         |
| Nicaragua                                  | Cristina Somarriba | Tocando luz                   |           |
| Portogallo                                 | Cristina Roque     | O ma avenida entera           |           |
| Ecuador                                    | Jesús Quichamba    | Una canción para dos mundos   |           |
| Cuba                                       | Augusto            | Solo para mi                  |           |
| Messico                                    | Arturo Vargas      | Enamorado de la vida          |           |
| Argentina                                  | Horacio Molina     | Lo vivido                     |           |
| Bolivia                                    | Erick Ocampo       | Eternamente amada             |           |
| Panama                                     | Eduardo Carrizo    | Memorias                      |           |
| Canada                                     | José Alcides       | Como te puedo amar            |           |
| Honduras                                   | Karina Naser       | El otro muro                  |           |
| Venezuela                                  | Karolina           | Sueños                        |           |
| Paraguay                                   | Oscar Benito       | Un amanecer, una canción      |           |
| Colombia                                   | Alexandra Villar   | Yo no se si estoy de moda     |           |
| El Salvador                                | Mara Gabriela      | Ruego                         |           |
| Guinea Equatoriale                         | Baltasar Nsue      | Canto a la fraternidad        |           |
| Costa Rica                                 | Rodolfo González   | Igual que una mujer enamorada |           |
| Rep. Dominicana                            | Cheo Zorrilla      | A su tiempo                   |           |
| Guatemala                                  | Edgar D. Ávalos    | De la mano                    |           |
| Perù                                       | Tania Helhoff      | Así como te doy, te quito     |           |
| Porto Rico                                 | Brenda Reyes       | Atrapado en el tiempo         |           |
| Uruguay                                    | Gustavo Noccetti   | Llegaste a mi                 |           |
| Antille Olandesi                           | Humberto Nivi      | Vivencias                     |           |
| Luogo: Teatro Principal - Valencia, Spagna |                    |                               |           |